# Серро-Гордо (округ)
Се́рро-Го́рдо (англ. Cerro Gordo County) — округ в США, штате Айова. На 2000 год численность населения составляла 46 447 человек. По оценке бюро переписи населения США в 2009 году население округа составляло 43 609 человек. Окружным центром является город Мейсон-Сити.

## История
Округ Серро-Гордо был сформирован 15 января 1851 года.

## География
По данными Бюро переписи населения США площадь округа Серро-Гордо составляет 1471 км².

### Основные шоссе
- Федеральная автострада 35
- Шоссе 18
- Шоссе 65
- Автострада 27
- Автострада 122

### Соседние округа
- Уэрт (север)
- Митчелл (северо-восток)
- Флойд (восток)
- Франклин (юг)
- Ханкок (запад)

## Демография
По данным переписи населения 2000 года в округе проживало 46 447 жителей. Среди них 21,3 % составляли дети до 18 лет, 17,8 % люди возрастом более 65 лет. 51,6 % населения составляли женщины.
Национальный состав был следующим: 96,6 % белых, 1,2 % афроамериканцев, 0,2 % представителей коренных народов, 0,9 % азиатов, 3,4 % латиноамериканцев. 1,1 % населения являлись представителями двух или более рас.
Средний доход на душу населения в округе составлял $19184. 13,1 % населения имело доход ниже прожиточного минимума. Средний доход на домохозяйство составлял $45023.
Также 87,3 % взрослого населения имело законченное среднее образование, а 20,3 % имело высшее образование.